# Mimmo Poli
Mimmo Poli (Domenico Poli; * 1. Juni 1922 in Rom; † 4. April 1986 ebenda) war ein italienischer Schauspieler.

## Leben
Poli war ein der Schauspieler mit einer der umfangreichsten Filmografien in der italienischen Filmindustrie. Seine ebenso umfangreiche Erscheinung, die ihn meist mit Halbglatze und großen Augen im runden Gesicht auftretende Barkeeper, Handwerker oder Dorfbewohner spielen ließ, kann in 270 Filmen und Fernsehauftritten zwischen 1951 und 1984 identifiziert werden; oftmals spielte er nur kleine Rollen, die keine Erwähnung in den Darstellerlisten fanden. Er drehte jedoch, vor allem zu Beginn seiner Laufbahn, über 20 Filme mit Totò und mit Regisseuren wie Mario Monicelli, Vittorio de Sica und Mauro Bolognini. Eine besondere Verbundenheit bestand zu Federico Fellini, der ihn in nahezu allen seinen Filmen besetzte.

## Filmografie (Auswahl)
- 1953: Die Sieben vom Großen Bären (I sette dell'Orsa maggiore)
- 1956: Neros tolle Nächte (Mio figlio Nerone)
- 1960: Messalina (Messalina Venere imperatrice)
- 1960: Un dollaro di fifa
- 1961: Piratenkapitän Mary (Le avventure di Mary Read)
- 1962: Maciste im Kampf mit dem Piratenkönig (Maciste contro lo sceicco)
- 1965: Colorado Charlie
- 1966: Jagt den Fuchs! (Caccia alla volpe)
- 1967: Bang Bang Kid
- 1967: Der Keuschheitsgürtel (La cintura di castità)
- 1969: Fahrt zur Hölle, ihr Halunken (Gli specialisti)
- 1971: Ein Halleluja für Spirito Santo (Uomo avvisato mezzo ammazzato… Parola di Spirito Santo)
- 1972: Dein Wille geschehe, Amigo (Così sia)
- 1972: Meine Kanone, mein Pferd… und deine Witwe (Tu fosa será la exacta… amigo)
- 1976: Die Strickmütze (Squadra antiscippo)
- 1978: Der Superbulle räumt die Wüste auf (Il figlio dello sceicco)
- 1978: Zwei sind nicht zu bremsen (Pari e dispari)
- 1979: La Luna
- 1980: Plattfuß am Nil (Piedone d'Egitto)
- 1982: Monsignor